# Viguieranthus alternans
Viguieranthus alternans är en ärtväxtart som först beskrevs av George Bentham, och fick sitt nu gällande namn av Villiers. Viguieranthus alternans ingår i släktet Viguieranthus och familjen ärtväxter. Inga underarter finns listade i Catalogue of Life.